# Rábca
Rábca je malá řeka v Maďarsku v župě Győr-Moson-Sopron. Je dlouhá 60 km. Vzniká soutokem řeky Répce a kanálu Kis-Rába nedaleko vesnice Osli. Vlévá se u vesnice Abda do řeky Mosoni-Duna, která je ramenem Dunaje a tvoří s ním Malý Žitný ostrov.

## Sídla ležící u břehu řeky
Rábca prochází následujícími sídly:
- Osli
- Acsalag
- Bősarkány
- Rábcakapi
- Tárnokréti
- Győrsövényház
- Lébény
- Börcs
- Abda

## Přítoky
Do řeky Rábcy se vlévají potoky:
- Kis-metszés
- Szegedi-csatorna
- Kapuvár-Bősarkány-csatorna
- Hanság-főcsatorna
- Keszeg-ér
- Herceg-csatorna